# Service régional de l'archéologie
Pour les articles homonymes, voir SRA.
Le Service régional de l'archéologie (SRA) est, depuis 1991, le service de l'État français compétent en matière d'archéologie au sein de chaque Direction régionale des Affaires culturelles (DRAC). Ce service du ministère de la Culture est dirigé par le conservateur régional de l'archéologie.
Sa mission est d'étudier, de protéger, de conserver et de promouvoir le patrimoine archéologique dans la région.
Il veille à l'application de la législation et de la réglementation :
- sur les fouilles et découvertes archéologiques ;
- sur l'utilisation du sol et du sous-sol ;
- sur la protection des vestiges archéologiques ;
- sur l'utilisation des détecteurs de métaux.

Le conservateur régional de l'archéologie prépare la programmation annuelle des fouilles et propose au directeur régional des affaires culturelles les subventions à accorder à ces fouilles programmées. Il a un rôle de contrôle sur les fouilles et doit veiller à ce que les résultats, restitués dans les rapports de fouilles, soient publiés. Il se doit également d'engager ou de soutenir les actions d'information du public.
Le conservateur régional de l'archéologie dirige les fouilles exécutées par l'État, contrôle les dépôts de fouilles, enregistre les découvertes fortuites et signale aux autorités compétentes les fouilles clandestines. Il est aussi responsable de la mise à jour de la carte archéologique.
C'est également le service régional de l'archéologie qui prescrit les diagnostics et les fouilles dans le cadre de l'archéologie préventive et en assure le contrôle scientifique, en lien avec les Commissions territoriales de la recherche archéologique.